# Ronde van Drenthe
De Ronde van Drenthe, ook genaamd Albert Achterhes Profronde van Drenthe, is een wielerwedstrijd die wordt verreden in de Nederlandse provincie Drenthe.
De eerste editie werd in 1960 verreden door de mannen amateurs. Vanaf 1998 werd door dezelfde organiserende stichting de eendaagse wedstrijd Novilon Eurocup voor vrouwen georganiseerd welke van 2003-2006 als een driedaagse werd verreden. In 2007 werd deze gesplitst in de drie eendaagse koersen Novilon Eurocup, Ronde van Drenthe en Drentse 8 van Dwingeloo, vanaf 2015 Drentse 8 van Westerveld geheten. In 2015 werd de Novilon Eurocup voor het laatst verreden.

## Mannen
De wedstrijd wordt sinds 1960 georganiseerd. Van oudsher is de koers een van de belangrijkere Nederlandse amateurklassiekers. Later bekende renners die de Ronde wonnen zijn Hennie Kuiper in 1972 en Karsten Kroon in 1996. Sinds het einde van de 20e eeuw doen er ook veel (semi-)professionals aan de wedstrijd mee en heeft de koers ook niet-Nederlandse winnaars gekregen. Een deel van het parcours voert over kinderkopjes (kasseien) en daarom wordt ze ook weleens de kleine Hel van het Noorden genoemd, een verwijzing naar de veel bekendere wedstrijd Parijs-Roubaix, die vaak in hetzelfde weekend wordt verreden.
Sinds 2005 valt de wedstrijd onder de UCI Europe Tour in de categorie 1.1. In 2010 werd deze wedstrijd daags nadien gevolgd door Dwars door Drenthe, een nieuwe eendaagse wielerwedstrijd, eveneens van categorie 1.1. In 2011 werden deze wedstrijden samen gevoegd en als tweedaagse etappekoers verreden als de Ronde van Drenthe. In 2012 worden ze weer apart verreden in de categorie 1.1. Sinds 2018 valt de Ronde van Drenthe onder de categorie 1.HC (Hors Categorie, buitencategorie).
De koers werd vanaf 1960 vier keer niet verreden. In 1963 en 1964 was er geen Ronde; in 2001 werd de wedstrijd afgelast in verband met de mond-en-klauwzeerepidemie; en in 2020 werd koers afgelast vanwege de uitbraak van het coronavirus.

### Winnaars
* Maurizio Biondo werd later in 2009 op doping betrapt en zijn overwinning werd hem ontnomen, de nummer twee, Kenny van Hummel, werd als winnaar aangemerkt.
** In 2011 werd de ronde verreden als tweedaagse etappekoers.

### Meervoudige winnaars
| Overwinningen | Renner           | Land      | Jaren      |
| ------------- | ---------------- | --------- | ---------- |
| 2             | Henk Mutsaars    | Nederland | 1978, 1980 |
| 2             | Ron Snijders     | Nederland | 1981, 1983 |
| 2             | Allard Engels    | Nederland | 1991, 1993 |
| 2             | Anthony Theus    | Nederland | 1994, 1997 |
| 2             | Rudi Kemna       | Nederland | 2002, 2003 |
| 2             | Kenny van Hummel | Nederland | 2009, 2011 |

### Overwinningen per land
| Overwinningen | Land                                |
| ------------- | ----------------------------------- |
| 49            | Nederland                           |
| 5             | België                              |
| 2             | Duitsland                           |
| 1             | Italië, Zweden, Tsjechië, Noorwegen |

## Vrouwen
Vanaf 1998 werd er ook een ronde voor vrouwen verreden onder de naam Novilon Eurocup. De eerste vier edities als een eendagskoers en vervolgens vier edities als meerdaagse koers, bestaande uit drie etappes. Vanaf 2007 werden de drie etappes vervangen door drie eendaagse wedstrijden, het Drentse drieluik; de Novilon Eurocup, de Drentse 8 van Dwingeloo en de Ronde van Drenthe, die alle drie door de Stichting Ronde van Drenthe worden georganiseerd. De Novilon Eurocup werd in 2015 voor het laatst verreden. De Drentse 8 heet vanaf 2015 Drentse 8 van Westerveld. De Ronde van Drenthe behoorde van 2007 tot 2015 tot de Wereldbeker en vanaf 2016 tot de World Tour. In beide wedstrijden wordt verschillende keren de VAM-berg beklommen. Marianne Vos won de drie wedstrijden in totaal zeven keer. Lorena Wiebes is met vier opeenvolgende zeges recordhoudster in de Ronde van Drenthe.
In totaal werden vijf edities van de drie verschillende koersen afgelast. In 2001 werd de Novilon Eurocup niet verreden wegens mond-en-klauwzeer. Sneeuw zorgde voor afgelasting van de Eurocup in 2013 en het onderweg afbreken van de koers tijdens de Drentse 8 in 2023. In 2020 werden de 8 en de Ronde afgelast vanwege de uitbraak van het coronavirus afgelast.

### Ronde van Drenthe
| Jaar | Winnaar                              | Tweede                               | Derde                                |
| ---- | ------------------------------------ | ------------------------------------ | ------------------------------------ |
| 2007 | Adrie Visser                         | Élodie Touffet                       | Marianne Vos                         |
| 2008 | Chantal Beltman                      | Marianne Vos                         | Ina-Yoko Teutenberg                  |
| 2009 | Emma Johansson                       | Loes Gunnewijk                       | Chantal Blaak                        |
| 2010 | Loes Gunnewijk                       | Annemiek van Vleuten                 | Giorgia Bronzini                     |
| 2011 | Marianne Vos                         | Kirsten Wild                         | Giorgia Bronzini                     |
| 2012 | Marianne Vos                         | Kirsten Wild                         | Emma Johansson                       |
| 2013 | Marianne Vos                         | Ellen van Dijk                       | Emma Johansson                       |
| 2014 | Elizabeth Armitstead                 | Anna van der Breggen                 | Shelley Olds                         |
| 2015 | Jolien D'hoore                       | Amy Pieters                          | Ellen van Dijk                       |
| 2016 | Chantal Blaak                        | Gracie Elvin                         | Trixi Worrack                        |
| 2017 | Amalie Dideriksen                    | Elena Cecchini                       | Lucinda Brand                        |
| 2018 | Amy Pieters                          | Alexis Ryan                          | Chloe Hosking                        |
| 2019 | Marta Bastianelli                    | Chantal Blaak                        | Ellen van Dijk                       |
| 2020 | niet verreden vanwege coronapandemie | niet verreden vanwege coronapandemie | niet verreden vanwege coronapandemie |
| 2021 | Lorena Wiebes                        | Elena Cecchini                       | Eleonora Gasparrini                  |
| 2022 | Lorena Wiebes                        | Elisa Balsamo                        | Lotte Kopecky                        |
| 2023 | Lorena Wiebes                        | Susanne Andersen                     | Maike van der Duin                   |
| 2024 | Lorena Wiebes                        | Elisa Balsamo                        | Puck Pieterse                        |

#### Meervoudige winnaars
| Overwinningen | Renster       | Jaren                  |
| ------------- | ------------- | ---------------------- |
| 4             | Lorena Wiebes | 2021, 2022, 2023, 2024 |
| 3             | Marianne Vos  | 2011, 2012, 2013       |

#### Overwinningen per land
| Overwinningen | Land                                                    |
| ------------- | ------------------------------------------------------- |
| 12            | Nederland                                               |
| 1             | België, Denemarken, Italië, Verenigd Koninkrijk, Zweden |

### Drentse 8 van Westerveld
| Jaar | Winnaar                                | Tweede                                 | Derde                                  |
| ---- | -------------------------------------- | -------------------------------------- | -------------------------------------- |
| 2007 | Regina Schleicher                      | Rochelle Gilmore                       | Giorgia Bronzini                       |
| 2008 | Ina-Yoko Teutenberg                    | Regina Schleicher                      | Rochelle Gilmore                       |
| 2009 | Ina-Yoko Teutenberg                    | Regina Schleicher                      | Kirsten Wild                           |
| 2010 | Ina-Yoko Teutenberg                    | Emma Johansson                         | Annemiek van Vleuten                   |
| 2011 | Marianne Vos                           | Shelley Olds                           | Emma Johansson                         |
| 2012 | Chloe Hosking                          | Giorgia Bronzini                       | Marianne Vos                           |
| 2013 | Marianne Vos                           | Giorgia Bronzini                       | Emma Johansson                         |
| 2014 | Chantal Blaak                          | Lucy Garner                            | Elizabeth Armitstead                   |
| 2015 | Giorgia Bronzini                       | Valentina Scandolara                   | Annemiek van Vleuten                   |
| 2016 | Leah Kirchmann                         | Christine Majerus                      | Anouska Koster                         |
| 2017 | Chloe Hosking                          | Lotte Kopecky                          | Amalie Dideriksen                      |
| 2018 | Alexis Ryan                            | Jolien D'hoore                         | Chloe Hosking                          |
| 2019 | Audrey Cordon-Ragot                    | Amy Pieters                            | Marta Bastianelli                      |
| 2020 | niet verreden vanwege coronapandemie   | niet verreden vanwege coronapandemie   | niet verreden vanwege coronapandemie   |
| 2021 | Chantal van den Broek-Blaak            | Charlotte Kool                         | Eleonora Gasparrini                    |
| 2022 | Christine Majerus                      | Alison Jackson                         | Floortje Mackaij                       |
| 2023 | afgebroken vanwege weersomstandigheden | afgebroken vanwege weersomstandigheden | afgebroken vanwege weersomstandigheden |
| 2024 | Sofie van Rooijen                      | Chiara Consonni                        | Rachele Barbieri                       |

### Novilon Eurocup
| Jaar                   | Winnaar                                   | Tweede                                    | Derde                                     |
| Eendaagse koers        | Eendaagse koers                           | Eendaagse koers                           | Eendaagse koers                           |
| ---------------------- | ----------------------------------------- | ----------------------------------------- | ----------------------------------------- |
| 1998                   | Viola Paulitz-Müller                      | Vanja Vonckx                              | Arenda Grimberg                           |
| 1999                   | Leontien van Moorsel                      | Mirjam Melchers                           | Catherine Marsal                          |
| 2000                   | Madeleine Lindberg                        | Marielle van Scheppingen-Romme            | Ceris Gilfillan                           |
| 2001                   | niet verreden vanwege mond-en-klauwzeer   | niet verreden vanwege mond-en-klauwzeer   | niet verreden vanwege mond-en-klauwzeer   |
| 2002                   | Leontien van Moorsel                      | Chantal Beltman                           | Tanja Hennes                              |
| Driedaagse rittenkoers |                                           |                                           |                                           |
| 2003                   | Mirjam Melchers                           | Ghita Beltman                             | Rachel Heal                               |
| 2004                   | Sissy van Alebeek                         | Kirsten Wild                              | Sharon van Essen                          |
| 2005                   | Suzanne de Goede                          | Linda Villumsen                           | Judith Arndt                              |
| 2006                   | Loes Markerink                            | Trixi Worrack                             | Kirsten Wild                              |
| Eendaagse koers        |                                           |                                           |                                           |
| 2007                   | Giorgia Bronzini                          | Marianne Vos                              | Ina-Yoko Teutenberg                       |
| 2008                   | Kristin Armstrong                         | Regina Bruins                             | Kirsten Wild                              |
| 2009                   | Marianne Vos                              | Trixi Worrack                             | Emma Johansson                            |
| 2010                   | Annemiek van Vleuten                      | Ina-Yoko Teutenberg                       | Kirsten Wild                              |
| 2011                   | Suzanne de Goede                          | Marlen Jöhrend                            | Natalie van Gogh                          |
| 2012                   | Marianne Vos                              | Marta Bastianelli                         | Elizabeth Armitstead                      |
| 2013                   | niet verreden vanwege weersomstandigheden | niet verreden vanwege weersomstandigheden | niet verreden vanwege weersomstandigheden |
| 2014                   | Kirsten Wild                              | Shelley Olds                              | Emma Johansson                            |
| 2015                   | Kirsten Wild                              | Chloe Hosking                             | Christine Majerus                         |

1960 · 1961 · 1962 · 1963 · 1964 · 1965 · 1966 · 1967 · 1968 · 1969 · 1970 · 1971 · 1972 · 1973 · 1974 · 1975 · 1976 · 1977 · 1978 · 1979 · 1980 · 1981 · 1982 · 1983 · 1984 · 1985 · 1986 · 1987 · 1988 · 1989 · 1990 · 1991 · 1992 · 1993 · 1994 · 1995 · 1996 · 1997 · 1998 · 1999 · 2000 · 2001 · 2002 · 2003 · 2004 · 2005 · 2006 · 2007 · 2008 · 2009 · 2010 · 2011 · 2012 · 2013 · 2014 · 2015 · 2016 · 2017 · 2018 · 2019 · 2020 · 2021 · 2022 · 2023 · 2024 · 2025
World Cup:
1998 · 
1999 · 
2000 · 
2001 · 
2002 · 
2003 · 
2004 · 
2005 · 
2006 · 
2007 · 
2008 · 
2009 · 
2010 · 
2011 · 
2012 · 
2013 · 
2014 · 
2015
World Tour:
2016 · 
2017 · 
2018 · 
2019 · 
2020 · 
2021 ·
2022 ·
2023 ·
2024 ·
2025
Huidige koersen:
Tour Down Under · Cadel Evans Great Ocean Road Race · Ronde van de Verenigde Arabische Emiraten · Omloop Het Nieuwsblad · Strade Bianche · Ronde van Drenthe · Trofeo Alfredo Binda · Classic Brugge-De Panne · Gent-Wevelgem · Ronde van Vlaanderen · Parijs-Roubaix · Amstel Gold Race · Waalse Pijl · Luik-Bastenaken-Luik · Ronde van Chongming · Ronde van het Baskenland · Ronde van Burgos · RideLondon Classique · The Women's Tour · Ronde van Zwitserland · Copenhagen Sprint · Giro Donne · Tour de France Femmes · Ronde van Scandinavië · Bretagne Classic · Simac Ladies Tour · La Vuelta Femenina · Ronde van Romandië · Ronde van Guangxi
Voormalige koersen:
Philadelphia Cycling Classic · Ronde van Californië · Emakumeen Bira · La Course by Le Tour de France · Open de Suède Vårgårda